# Caecidotea chiapas
Caecidotea chiapas är en kräftdjursart som beskrevs av Bowman 1975. Caecidotea chiapas ingår i släktet Caecidotea och familjen sötvattensgråsuggor. Inga underarter finns listade i Catalogue of Life.